# حمام چهار فرسخ
حمام چهار فرسخ مربوط به دوره قاجار است و در شهرستان کرمان واقع شده و این اثر در تاریخ ۲۷ اسفند ۱۳۸۷ با شمارهٔ ثبت ۲۶۲۵۰ به‌عنوان یکی از آثار ملی ایران به ثبت رسیده است.